# Laabersteigberg
Laabersteigberg är en kulle i Österrike.   Den ligger i distriktet Mödling och förbundslandet Niederösterreich, i den östra delen av landet, 16 km väster om huvudstaden Wien. Toppen på Laabersteigberg är 530 meter över havet, eller 15 meter över den omgivande terrängen. Bredden vid basen är 0,32 km.
Terrängen runt Laabersteigberg är huvudsakligen lite kuperad. Runt Laabersteigberg är det mycket tätbefolkat, med 3 134 invånare per kvadratkilometer.. Närmaste större samhälle är Wien, 15,6 km öster om Laabersteigberg. 
I omgivningarna runt Laabersteigberg växer i huvudsak blandskog.